# Franz Merkhoffer
Franz Merkhoffer (ur. 29 listopada 1946 w Dettum) – niemiecki piłkarz występujący na pozycji obrońcy.

## Kariera
Merkhoffer jako junior grał w zespołach MTV Dettum oraz Hamburger SV. W 1968 roku trafił do pierwszoligowego Eintrachtu Brunszwik. W Bundeslidze zadebiutował 7 września 1968 w zremisowanym 0:0 pojedynku z MSV Duisburg. 30 sierpnia 1969 w zremisowanym 3:3 meczu z Hamburgerem SV strzelił pierwszego gola w Bundeslidze. W 1973 roku spadł z zespołem do Regionalligi Nord, ale w 1974 roku wrócił z nim do Bundesligi. W 1977 roku zajął z klubem 3. miejsce w Bundeslidze. W 1980 roku spadł z nim do 2. Bundesligi Nord. W 1981 roku powrócił z Eintrachtem do Bundesligi. W 1984 roku zakończył karierę. Przez 16 lat w barwach Eintrachtu rozegrał 496 spotkań i zdobył 29 bramek.